# 林恩帕克阿克里斯 (加利福尼亞州)
林恩帕克阿克里斯（英語：Lynn Park Acres）是位於美國加利福尼亞州卡拉韋拉斯縣的一個非建制地區。該地的面積和人口皆未知。

## 地理
林恩帕克阿克里斯的座標為38°23′22″N 120°30′46″W / 38.38944°N 120.51278°W，而該地的平均海拔高度為830米（即2723英尺）。